# Abraham Jacob van der Aa
Abraham Jacob van der Aa (7. prosince 1792, Amsterdam – 21. března 1857, Gorinchem) byl nizozemský literární vědec.

## Život
Narodil se roku 1792 v Amsterdamu jako syn právníka. Od šesti do dvanácti let navštěvoval školu v Amstelveenu. Následně jeden rok studoval na internátní škole v Aarlanderveenu, poté v Leidenu a německém Lingenu. Roku 1810 se vrátil do Nizozemska a navštěvoval lékařskou fakultu v Leidenu. Poté, co v roce 1817 dokončil povinnou vojenskou službu, v Lovani se neúspěšně pokusil otevřít vlastní knihkupectví. Nakonec se proto stal učitelem nizozemštiny. V roce 1839 se přestěhoval do Gorinchemu, kde zahájil práci na svém biografickém slovníku Biographisch woordenboek der Nederlanden a místopisném slovníku Aardrijkskundig Woordenboek der Nederlanden, který zahrnuje Lucembursko, Nizozemsko a bývalé nizozemské kolonie. Byl redaktorem časopisu Zuid- en Noord-Hollandsche Volksalmanak a přispíval do časopisů Letterlievend maandschrift, Vaderlandsche Letteroefeningen, Vriend des Vaderlands, Algemeene Konst- en Letterbode, Maria en Martha, Astrea, Globe a De Navorscher. Zemřel v roce 1857.

## Dílo
- Aardrijkskundig Woordenboek van Noord-Brabant (Breda, 1832);
- Herinneringen uit het gebied der geschiedenis (Amsterdam 1835);
- Nieuwe herinneringen (Amsterdam 1837);
- Geschied- en aardrijkskundige beschrijving van het koninkrijk der Nederlanden en het groothertogdom Luxemburg (Gorinchem 1841);
- Nieuw biographisch, anthologisch en critisch woordenboek van Nederlandsche dichters (Amsterdam 1844–1846);
- Geschiedkundig beschrijving van Breda (Gorinchem 1845);
- Nederlandsch Oost-Indië (Amsterdam a Breda 1846–1857);
- Beschrijving van den Krimpener en den Loopikerwaard, Schoonh (1847);
- Nederland, handboekje voor reizigers (Amsterdam 1849);
- Lotgevallen van Willem Heenvliet (Amsterdam 1851);
- Biographisch Woordenboek der Nederlanden (Haarlem 1852–1878);
- Beknopt Aardrijkskundig Woordenboek der Nederlanden (Gorinchem 1851–1854)
- Bloemlezing uit [Van Effen's] Spectator (Klassiek a Letterkundig Pantheon 1855);
- Parelen uit de lettervruchten van Nederl. dichteressen (Amsterdam 1856);
- Ons Vaderland en zijne bewoners (Amsterdam 1855–1857)